# 34. Meeting Città di Padova
Das 34. Meeting Città di Padova war eine Leichtathletik-Veranstaltung, die am 5. September 2021 im Stadio Colbachini im norditalienischen Padua in Venetien stattfand. Die Veranstaltung war Teil der World Athletics Continental Tour und zählte zu den Bronze-Meetings, der dritthöchsten Kategorie dieser Leichtathletik-Serie.

## Resultate

### Männer

#### 100 m
| Platz | Athlet          | Land | Zeit (s) |
| ----- | --------------- | ---- | -------- |
| 1     | Michael Norman  | USA  | 09,97 MR |
| 2     | Marvin Bracy    | USA  | 09,98    |
| 3     | Ronnie Baker    | USA  | 10,10    |
| 4     | Justin Gatlin   | USA  | 10,17    |
| 5     | Julian Forte    | JAM  | 10,33    |
| 6     | Mike Rodgers    | USA  | 10,34    |
| 7     | Fabrizio Ceglie | ITA  | 10,75    |
| 8     | Nick Kočevar    | SVN  | 10,83    |

Wind: −0,5 m/s

#### 400 m
| Platz | Athlet           | Land | Zeit (s) |
| ----- | ---------------- | ---- | -------- |
| 1     | Wilbert London   | USA  | 45,22    |
| 2     | Edoardo Scotti   | ITA  | 45,58    |
| 3     | Luka Janežič     | SVN  | 45,62    |
| 4     | Patrik Šorm      | CZE  | 45,84    |
| 5     | Dariusz Kowaluk  | POL  | 46,06    |
| 6     | Davide Re        | ITA  | 46,19    |
| 7     | Aldrich Bailey   | USA  | 46,31    |
| 8     | Rusheen McDonald | JAM  | 46,32    |

#### 1500 m
| Platz                     | Athlet                | Land | Zeit (min) |
| ------------------------- | --------------------- | ---- | ---------- |
| 1                         | Stewart McSweyn       | AUS  | 3:33,49 MR |
| 2                         | Michał Rozmys         | POL  | 3:34,13    |
| 3                         | Charlie Da’Vall Grice | GBR  | 3:35,39    |
| 4                         | Nader Belhanbel       | MAR  | 3:37,20    |
| 5                         | Robert Farken         | GER  | 3:37,26    |
| 6                         | David Nikolli         | ALB  | 3:37,82    |
| 7                         | Archie Davis          | GBR  | 3:37,92    |
| 8                         | Joao Bussotti         | ITA  | 3:39,18    |
| 9                         | Andrew Coscoran       | IRL  | 3:39,41    |
|                           | Marc Tortell          | GER  | DNF        |
| Erik Sowinski (Pacemaker) | USA                   | DNF  |            |
| Adam Clarke (Pacemaker)   | GBR                   | DNF  |            |

#### 110 m Hürden
| Platz | Athlet                  | Land | Zeit (s) |
| ----- | ----------------------- | ---- | -------- |
| 1     | Ronald Levy             | JAM  | 13,34    |
| 2     | Paolo Dal Molin         | ITA  | 13,45    |
| 3     | Rafael Henrique Pereira | BRA  | 13,66    |
| 4     | Michael Dickson         | USA  | 13,74    |
| 5     | Koen Smet               | NED  | 13,88    |
| 6     | Antonio Alkana          | RSA  | 13,99    |
| 7     | Hassane Fofana          | ITA  | 14,22    |
| 8     | Gabriele Crnigoj        | ITA  | 14,87    |

Wind: −1,3 m/s

#### Kugelstoßen
| Platz | Athlet                | Land | Weite (m) |
| ----- | --------------------- | ---- | --------- |
| 1     | Josh Awotunde         | USA  | 22,00 MR  |
| 2     | Zane Weir             | ITA  | 21,63     |
| 3     | Leonardo Fabbri       | ITA  | 20,58     |
| 4     | O’Dayne Richards      | JAM  | 20,44     |
| 5     | Sebastiano Bianchetti | ITA  | 19,05     |
| 6     | Riccardo Ferrara      | ITA  | 18,05     |

### Frauen

#### 100 m
| Platz | Athlet               | Land | Zeit (s) |
| ----- | -------------------- | ---- | -------- |
| 1     | Javianne Oliver      | USA  | 11,19    |
| 2     | Sha’Carri Richardson | USA  | 11,19    |
| 3     | Candace Hill         | USA  | 11,26    |
| 4     | English Gardner      | USA  | 11,36    |
| 5     | Briana Williams      | JAM  | 11,44    |
| 6     | Dezerea Bryant       | USA  | 11,47    |
| 7     | Anthonique Strachan  | BAH  | 11,59    |
| 8     | Irene Siragusa       | ITA  | 11,70    |

Wind: −1,0 m/s

#### 400 m
| Platz | Athlet                  | Land | Zeit (s) |
| ----- | ----------------------- | ---- | -------- |
| 1     | Stephenie Ann McPherson | JAM  | 50,78    |
| 2     | Polina Miller           | ANA  | 50,96    |
| 3     | Junelle Bromfield       | JAM  | 51,19    |
| 4     | Quanera Hayes           | USA  | 51,59    |
| 5     | Kaylin Whitney          | USA  | 52,22    |
| 6     | Susanne Walli           | AUT  | 52,82    |
| 7     | Ayomide Folorunso       | ITA  | 53,06    |
| 8     | Raphaela Lukudo         | ITA  | 54,43    |

#### 800 m
| Platz | Athlet                       | Land | Zeit (min) |
| ----- | ---------------------------- | ---- | ---------- |
| 1     | Alexandra Guljajewa          | ANA  | 1:59,57    |
| 2     | Christina Hering             | ANA  | 1:59,78    |
| 3     | Chanelle Price               | USA  | 2:00,38    |
| 4     | Hedda Hynne                  | NOR  | 2:00,55    |
| 5     | Elena Bellò                  | ITA  | 2:00,88    |
| 6     | Swetlana Uloga               | ANA  | 2:01,50    |
| 7     | Angelika Sarna               | POL  | 2:01,86    |
| 8     | Eloisa Coiro                 | ITA  | 2:02,98    |
| 9     | Mebriht Mekonen              | ETH  | 2:03,12    |
| 10    | Déborah Rodríguez            | URU  | 2:03,19    |
|       | Serena Troiani (Pacemakerin) | ITA  | DNF        |

#### 100 m Hürden
| Platz | Athlet              | Land | Zeit (s) |
| ----- | ------------------- | ---- | -------- |
| 1     | Cindy Sember        | GBR  | 13,01    |
| 2     | Payton Chadwick     | USA  | 13,08    |
| 3     | Taliyah Brooks      | USA  | 13,26    |
| 4     | Gabriele Cunningham | USA  | 13,48    |
| 5     | TeJyrica Robinson   | USA  | 13,64    |
| 6     | Elena Carraro       | ITA  | 14,47    |
|       | Giada Carmassi      | ITA  | DNF      |

Wind: −0,8 m/s

#### Stabhochsprung
| Platz | Athletin             | Land | Höhe (m) |
| ----- | -------------------- | ---- | -------- |
| 1     | Anschelika Sidorowa  | ANA  | 4,70     |
| 2     | Polina Knoros        | ANA  | 4,60     |
| 3     | Axana Gataullina     | ANA  | 4,30     |
| 4     | Maria-Roberta Gherca | ITA  | 4,10     |
| 5     | Elisa Molinarolo     | ITA  | 3,90     |

#### Weitsprung
| Platz | Athletin                      | Land | Weite (m) |
| ----- | ----------------------------- | ---- | --------- |
| 1     | Maryna Bech-Romantschuk       | UKR  | 6,70      |
| 2     | Nastassja Mirontschyk-Iwanowa | BLR  | 6,45      |
| 3     | Milica Gardašević             | SRB  | 6,38      |
| 4     | Carol Zangobbo                | ITA  | 6,31      |
| 5     | Taliyah Brooks                | USA  | 6,29 w    |
| 6     | Veronica Crida                | ITA  | 5,90      |

#### Dreisprung
| Platz          | Athletin           | Land | Weite (m) |
| -------------- | ------------------ | ---- | --------- |
| 1              | Shanieka Ricketts  | JAM  | 14,74     |
| 2              | Thea LaFond        | DMA  | 14,57     |
| 3              | Liadagmis Povea    | CUB  | 14,35     |
| 4              | Neja Filipič       | SVN  | 13,85     |
| 5              | Ottavia Cestonaro  | ITA  | 13,43     |
| 6              | Veronica Zanon     | ITA  | 13,11     |
|                | Francesca Lanciano | LTU  | NM        |
| Olha Saladucha | UKR                | NM   |           |